# ノスフェラトゥのオモチャ☆彡
『ノスフェラトゥのオモチャ☆彡』は、2013年6月28日にICHIGO Fizzより発売された日本のアダルトゲームである。

## 解説
Fizzのサブブランド・ICHIGO Fizzのデビュー作である本作は、人類のほとんどが吸魂鬼（スピリット・テイカー、通称テイカー）となった世界を舞台にしたハーレム系のラブコメディ作品である。本作は女性上位ものでもあり、ヒロインが主人公に対して強引に迫る場面が存在する。

## あらすじ
ブラッド・ラストという現象により、人類のほとんどが吸魂鬼（スピリット・テイカー、通称テイカー）となってしまった世界に暮らす"人間"の少年・白亜響樹はテイカーたちの親玉である“神祖（ノスフェラトゥ）”ノエルに救われる。響樹は自分を助けたノエルに恩返しをするために、「阿支奈第一女子学園」に編入したが、その学園の関係者は全員がテイカーだった。しかも、響樹が吸魂に耐性があり、その上彼女達を引き付けてしまう体質であることが判明し、響樹の学園生活はより波乱に満ちたものになった。

## 登場人物

### 主人公
白亜 響樹（はくは ひびき）
主人公である人間の少年。パセリ曰く現在の日本で唯一の人間の男子。本編中の独白によればまだ世界が秩序を取り戻す前は、人気の無い山林で湧水などで飢えを凌ぎつつ、洞窟で吸魂鬼に怯える生活を送っていたが、危険を犯して廃墟と化した都市部で食糧を調達していた所を吸魂鬼に見つかってしまい、山中で遭難しかけた所をノエルたちに救われた。その後はファミリーの人間保護施設で暫く過ごしていた。ノエルに礼を言うために学園の見学許可を得ようとしたが、ノエルがろくに書類を読まなかったため、なぜか入学許可証が送られることになり女子校にもかかわらず入学することになった。現在は敷地内にある学生寮に住んでいる。

### ヒロイン
ミーシャ
声 - 桃井いちご
身長162cm B91 W56 H85
本名アルテミシア・イソラ。
18世紀、貿易商である父とともに海難事故に遭い無人島に漂着したところをノエルに助け出され、テイカーになった。
気品高く、寛大な性格で、学園内の人気者である一方、予想外の出来事には苦手意識を感じている。
また、少女漫画などを好む一面もある。
響樹のことを、少し変わった人物のように見ている。
阿支奈 淡雪（あしな あわゆき）
声 - かわしまりの
身長160cm B90 W58 H88
地主の娘である、おとなしい少女。100年ほど前にノエルと出会い、テイカーになった。
武術にも長けており、 響樹の護衛も務める。
ノエル
声 - 陽月ひおり
見た目はかわいらしいドジな少女だが、1000年も生きてきた吸魂鬼の神祖であり、クイーンとも呼ばれる。男子である響樹を書類をよく見ずに女子校である阿支奈第一女学園に入学させた張本人。
響樹を新しい家族として受け入れようとしている。

### サブヒロイン
メロディ・フォーク
声 - みる
身長163cm B85 W60 H87
ミーシャのメイドで、ノエルとともにテイカーになった。
白亜 こだま（はくあ こだま）
声 - 南里一花
身長152cm B83 W56 H84
響樹の義妹で、いわゆるブラコンであり響樹を愛している。生前は実家の近くの学園に通っていたが、ブラッド・ラストでテイカーになり、兄の魂を吸って以来その味に病み付きになった。その後新入生として学園に転入して来る。人を投げ飛ばしたり、木が倒れるほどの怪力を持つ。
舞谷 パセリ（まいたに パセリ）
声 - 上田朱音
身長158cm B87 W57 H84
阿支奈第一女子学園生徒会長。2年B組に所属。お嬢さま口調で話す。響樹の魂を狙い、本人からは迷惑がられている。学園で最初にテイカーになった者であり、学園で最上位のテイカーに当たる。当初は学園の女子たちを操って響樹を集団で組織的に襲わせ、助けに入ったこだまたちとの戦闘で骨折などの重傷を追ったテイカーたちをも操っていたが、そのことやノエルを騙していたことがノエルたちの逆鱗に触れ、かなりきつく処罰された。恋愛経験は乏しくその話題になると赤面する。
リリー
声 - 萌花ちょこ
身長151cm B79 W57 H80
本名リリアン・リビングストン
響樹とともに転校してきた少女で、彼と同じクラスになった。数少ない人間であり、吸魂がトラウマになっている。本人曰く日本人の母親とイギリス人の父親の間に生まれた日英ハーフ。
皆との会話を好み、孤独を嫌う。

## 用語
ブラッド・ラスト
本編中の響樹の独白によればある日突然に全世界で発生したパンデミック。世界各地に後述のテイカーが世界各地で同時発生し、人間を無差別に襲撃した結果、ほとんどの人間がテイカーになってしまった。元々人間だったため見た目の区別が付きにくい上、身体能力や五感が人間より遥かに強く、家族、友人、恋人などが知らない間に感染してしまったため被害が急速に拡大、さらにテイカーは吸魂以外に興味を示さず、組織化して人間を襲撃したため、都市機能は麻痺。昼間の都市部は無人の廃墟と化し、夜間は獲物を求めてテイカーたちが彷徨う地獄絵図と化した。対策を取ろうにも、国家首脳や要人の多くも感染してしまったため国家は瓦解。一時は文明は壊滅寸前にまで陥ったが、後述の阿支奈家と共存関係にあったノスフェラトゥ・ファミリーが介入したことで鎮静化した。
吸魂鬼（テイカー）
ブラッド・ラストによって人間が変異した存在。吸血鬼もしくはアンデッドに近い存在。テイカーに襲われ、限界まで吸魂された人間は死亡し、テイカーとして蘇生する。また、限界まで吸われる前に逃げられたとしても短時間でテイカーに変貌してしまう。いわゆる感染（吸魂鬼化）は直接吸われた場合にしか発生しないが、世界各地で同時多発的に発生したためこの特性は帳消しになった。人間の持つ3大欲求である食欲・性欲・睡眠欲が弱くなっており、性行為ではなく魂を吸うことによって仲間を増やすため、恋愛という感情を失っていた。このため、吸魂に耐性のある響樹が阿支奈第一女子学園に編入してくるまでは、彼女たちが恋愛をするということは不可能とされていた。本編中での響樹の独白によれば、銃や刃物で傷付けられても簡単には死なず、さらに前述の通り五感の機能が人間と並み外れて高いことから、人間と文面を滅亡寸前まで追いやったが、一方で飛躍的に高まった五感のため、光や匂いに過敏であるという弱点がある。また心臓や脳が弱点であり、夜行性である。いわゆる不老不死に近い存在であり寿命が長い。感染順に階級があるため、後述のノスフェラトゥ・ファミリーには逆らえない。かつては理性を無くし、本能のまま人間を襲い文明を破壊していたが、ファミリーの指示の元、積極的に後述のアニマの栽培を人間の魂の代替品として行うことで次第に理性や文化を取り戻し、現在では昼夜逆転しつつも生前とほとんど変わらない文明生活を送っている。表向きは人間を襲撃する者はいないが、現在でも人間の魂の味が忘れられず、ファミリーの罰も恐れない者もいると噂されている。なお、前述の特性から摂食は必要としていないが、嗜好品レベルで食べることはあるらしい。
阿支奈家
とある日本の平凡な地方都市の支配者である名家。神祖とされるノスフェラトゥ・ファミリーとは共存共栄関係にあり、ファミリーはこの家に身を寄せている。ブラッド・ラストはファミリーにしても想定外の事態だったが、前述の特性のお陰で町は最小限の被害で抑えられた。以後の無差別な吸魂行為の禁止などの秩序回復とライフライン復旧をファミリーと共に行った。
ノスフェラトゥ・ファミリー
現在の世界の実質的な支配者。神祖であるノエルが率いる最上位の一族。彼女たちの介入により前述の地方都市を中心に1か月ほどで日本全体の秩序や停止していたインフラを始めとする都市機能が回復。1年が経過した現在は世界のほとんどが秩序を取り戻しつつある。響樹たちにとっては命の恩人とも言える存在。またテイカーたちの中で唯一物質の元素を操作して別の物質に変える能力を持っている。
阿支奈第一女子学園
テイカーたちの学校の一つで、夜に授業が行われる。名前の通り女子校であり、前述の阿支奈家とファミリーが運営する私立校。地元では有名なお嬢さま学校。
アニマ
イソラが栽培していた紫色の花を咲かせる植物。人間の魂とよく似た性質を持つため、テイカーたちの吸魂衝動を抑制し、理性や社会の秩序を保つ役割を持っている。栽培方法は比較的容易。

## スタッフ
- 企画 - 雪村戌
- 原画 - 水月悠、真木八尋
- シナリオ - 五十嵐十六、小野楽園、田中珠、坂元星日、中山みさと、凩優司
- 主題歌
  - 『わたしのオモチャ』
  - ボーカル - 天乙准花
- BGM - 7GEAR Sound Team